# Diachasma diachasmoides
Diachasma diachasmoides är en stekelart som först beskrevs av Vladimir Ivanovich Tobias 1986.  Diachasma diachasmoides ingår i släktet Diachasma och familjen bracksteklar. Inga underarter finns listade i Catalogue of Life.